# Stephen D. Houston
Stephen Douglas Houston (pronúnciase:haʊstən); nacido el 11 de noviembre de 1958, es un antropólogo, arqueólogo, epigrafista y mayista estadounidense, reconocido por sus trabajos de la civilización maya precolombina de Mesoamérica. Es autor de diversos artículos y libros relativos a la escritura maya, la historia, los señoríos y las dinastías de los mayas, así como estudios arqueológicos de varios yacimientos mayas.
A partir de 2008, Houston es titular de la cátedra Dupee Family de ciencias sociales en la Brown University, (Providence (Rhode Island) y también es profesor en el Departamento de Antropología en la misma Universidad.

## Datos biográficos
Stephen D. Houston nació en Chambersburg (Pensilvania). Inició sus estudios de licenciatura en 1976 en la Universidad de Pensilvania, Filadelfia, en antropología. Durante 1978–79 pasó un año en la Universidad de Edimburgo, en Escocia, en donde participó en excavaciones de sitios arqueológicos del mesolítico y neolítico, en el condado de Offaly y el Condado de Mayo, así como en Eire, cerca de Strathallan, en Irlanda y Escocia.
A regresar a la Universidad de Pensilvania, Houston se graduó con un summa cum laude en 1990 de la licenciatura en anthropología. Ingresó entonces en la Universidad de Yale para hacer la maestría que alcanzó en 1983. Durante este tiempo se desempeñó como conservador en el Museo Peabody de Arqueología y Etnología para después ejercer la cátedra en Yale como profesor auxiliar. Entonces se especializó en estudios epigráficos en el idioma maya participando en varios viajes de trabajo a la región arqueológica maya de Guatemala, Belice y México.
Al terminar su maestría, inició estudios para alcanzar el grado de doctor en la Universidad de Yale lo que logró en 1987. En este periodo trabajó como epigrafista en el yacimiento arqueológico de El Caracol (Belice) y colaboró en el mapeo de Dos Pilas, en Petexbatún, en la cuenca del Río La Pasión, Guatemala. El trabajo en Dos Pilas sirvió de base para su tesis doctoral con el documento que tituló The Inscriptions and Monumental Art of Dos Pilas, Guatemala: A Study of Classic Maya History and Politics.(Las inscripciones y el arte monumental en Dos Pilas, Guatemala: Un caso de historia y política maya del periodo clásico).
En el año 2008 la Fundación MacArthur lo nombró asociado (MacArthur Fellow) y le asignó un fondo de US$500,000 para uso irrestricto durante un periodo de cinco años.